# Популяция
Популя́ция (от лат. populus — население, народ) — способная к саморегуляции группа особей одного вида, обитающих на общей территории, свободно скрещивающихся между собой и дающих плодовитое потомство. Термин используется в различных разделах биологии, экологии, демографии, медицине и психометрике.

## В экологии и эволюционной теории
Популяция — совокупность особей одного вида, обладающая общим генофондом, способная к более-менее устойчивому самовоспроизводству (как половому, посредством панмиксии в идеальном случае, так и бесполому), относительно обособленная (географически или репродуктивно) от других групп, с представителями которых (при половой репродукции) потенциально возможен генетический обмен. С точки зрения популяционной генетики, популяция — группа особей, в пределах которой вероятность скрещивания во много раз превосходит вероятность скрещивания с представителями других подобных групп. Обычно говорят о популяциях как о группах в составе вида или подвида.
Термин введён Вильгельмом Иогансеном в 1903 году, однако уже Чарлз Дарвин объяснял эволюцию видов изменчивостью и конкуренцией групп особей (например, в 12-й главе «Происхождения видов» он писал: «В большинстве случаев именно у всех тех организмов, которые обычно соединяются для каждого рождения или свободного скрещивания время от времени, особи одного вида, живущие в одном ареале, останутся почти однообразными благодаря скрещиванию; вследствие этого многие особи должны претерпевать одновременно модификацию, и величина модификации на каждой стадии не определяется происхождением от единственного родителя»).
В современных эволюционных теориях (например, в Синтетической теории эволюции) популяция считается элементарной единицей микроэволюционного процесса.
Изучение популяций, их взаимодействия и динамики является одной из основных задач экологии. В частности, одной из простейших моделей динамики популяций является логистическое уравнение.

## В медицинских исследованиях
Популяция — совокупность индивидуумов, из которой отбирается выборка и на которую могут быть распространены результаты, полученные для этой выборки. Популяция может представлять собой все население (обычно таковы популяции в эпидемиологических исследованиях причин заболеваний) или же состоять из пациентов, госпитализированных в определённую клинику, или из пациентов с определённым заболеванием (что чаще имеет место в клинических исследованиях). Таким образом, можно говорить об общей популяции или популяции пациентов с конкретным заболеванием. Эпидемиологическое определение популяции отличается от биологического (экологического).

## В цитологии
В цитологии клеточной популяцией называют группу однородных по определённому критерию клеток.